# Куксенков, Николай Юльевич
Никола́й Ю́льевич Куксенко́в (укр. Микола Юлійович Куксенков; род. 2 июня 1989, Киев) — российский гимнаст, до 2012 года выступавший за Украину. Серебряный призёр Олимпийских игр 2016 года, победитель Европейских игр 2015 года в Баку и трёхкратный чемпион Европы (2014, 2016, 2018) в командном первенстве. Абсолютный чемпион Европы среди юниоров, бронзовый призёр чемпионата Европы в абсолютном первенстве (2011), победитель в абсолютном первенстве и серебряный призёр в упражнении на перекладине Летней Универсиады 2011. Победитель и призёр этапов кубка мира. Многократный чемпион России и Украины. Заслуженный мастер спорта России.

## Биография
В 2012 году принял участие в летних Олимпийских играх в Лондоне. В квалификации соревнований Николай набрал 89,931 балла, что позволило ему занять 6-е место, но ни на одном из снарядов Куксенков не смог пробиться в финал. В финале командных соревнований Николай выступил на коне, кольцах, брусьях и перекладине. На каждом из снарядов спортсмен набирал более 15 баллов, а сборная Украины в итоге заняла  4-е место. В финале индивидуального многоборья Куксенков ровно прошёл все снаряды и набрал сумму 90,432 балла.  Этот результат позволил спортсмену занять  4-е место.
12 ноября 2012 года Николай Куксенков объявил о том, что в ближайшем времени сменит гражданство будет выступать за сборную России. На Универсиаде 2013 в Казани он уже выступал за сборную РФ. Его тренером стал Игорь Николаевич Калабушкин.
Взятая 15 марта 2016 года у чемпиона России по спортивной гимнастике Николая Куксенкова допинг-проба дала положительный результат на запрещённый ВАДА препарат мельдоний. Тем не менее, он был допущен на игры в Рио-де-Жанейро и стал серебряным призёром в командном первенстве.

## Семья
Отец — Юлий Михайлович Куксенков, заслуженный тренер Украины; тренер сборной России с 2013 года.
Старшая сестра — Ирина Сокирко (Куксенкова) (род. 1984), военный корреспондент, работала спецкором отдела силовых структур газеты «Московский комсомолец» и телеканала Россия-24, сотрудница Первого канала с 2017 года.

## Награды
- Почётная грамота Президента Российской Федерации (19 июля 2013 года) — за высокие спортивные достижения на XXVII Всемирной летней универсиаде 2013 года в городе Казани[8]
- Медаль ордена «За заслуги перед Отечеством» I степени (25 августа 2016 года) — за высокие спортивные достижения на Играх XXXI Олимпиады 2016 года в городе Рио-де-Жанейро (Бразилия), проявленные волю к победе и целеустремленность[9].

## Интервью
- Николай Куксенков: «Я очень упрямый». 7ya-media.com. Дата обращения: 17 июня 2011. Архивировано из оригинала 26 августа 2012 года.
- Николай Куксенков: «Моя слабость — соленья». «Факты и комментарии». Дата обращения: 17 июня 2011. Архивировано 26 августа 2012 года.
- Юлий Куксенков: «Сын был бы слишком дорогим подарком для Бельгии». sport.ua. Дата обращения: 22 августа 2011.